# Ferdinand Lefebvre
Ferdinand Joseph Marie Lefebvre (Ohey, 21 maart 1821 - Leuven, 24 juli 1902) was een Belgisch senator en hoogleraar.

## Levensloop
Lefebvre promoveerde tot doctor in de genees- en heelkunde (1846) aan de Katholieke Universiteit Leuven. Hij specialiseerde verder aan de universiteit van Montpellier. In 1849 vestigde hij zich in Namen en verwierf er reputatie door het bestrijden van een cholera-epidemie.
In 1854 werd hij hoogleraar aan zijn alma mater. Hij doceerde er eerst chirurgie en geestesziekten. Vanaf 1868 doceerde hij ook algemene pathologie van de inwendige ziekten. Vanaf 1871 doceerde hij ook farmacologie.
In 1884, naar aanleiding van de vijftigste verjaardag van de heropende katholieke universiteit, werd hem hulde gebracht en zijn buste onthuld.
Hij stichtte de Conferentie van Sint-Vincentius a Paulo in Leuven en was er voorzitter van. Hij werd lid (1868) en voorzitter (1887) van de Koninklijke Academie voor geneeskunde van België.
In 1898, 77 geworden, werd hij emeritus. Hij bleef niettemin aan de universiteit verbonden tot aan zijn dood.
In 1894 werd hij verkozen tot katholiek senator voor de provincie Brabant en vervulde dit mandaat tot in 1900.